# Gaetano Greco
Gaetano Greco (Napoli, 1657 circa – Napoli, 1728) è stato un compositore e organista italiano.

## Biografia
Figlio o nipote di Don Francesco Greco (?), un maestro di strumenti a fiato che prestava servizio al Conservatorio della Pietà dei Turchini e al Conservatorio dei Poveri di Gesù Cristo, Gaetano Greco studiò in quest'ultima scuola sotto la guida di Giovanni Salvatore e Gennaro Ursino e nel 1678, appena ventenne (?), vi diventò assistente (mastriciello) all'insegnamento. 
Nel 1696 ricevette la nomina di maestro di cappella della famosa scuola di musica, carica che mantenne fino alla morte, per essere poi sostituito dal famoso Francesco Durante. Tra i suoi studenti poté annoverare grandi nomi della scuola musicale napoletana: Giuseppe Porsile, Nicola Porpora, Domenico Scarlatti, Leonardo Vinci e tra i suoi ultimi allievi Giovanni Battista Pergolesi. Verso la fine del Seicento fu inoltre nominato Maestro della Fidelissima Città in sostituzione di Francesco Provenzale, posto che conservò alternandosi con Domenico Sarro.
Greco fu uno dei maggiori e influenti maestri della scuola napoletana. Egli infatti contribuì profondamente allo sviluppo della musica partenopea, nonostante il ruolo determinante che giocava Alessandro Scarlatti nello scenario della Napoli a cavallo tra Seicento e Settecento. Per quanto concerne la sua attività compositiva si occupò principalmente della musica per strumenti a tastiera, nella quale seppe distinguersi per le sue melodie e i suoi ritmi vivaci. Le intavolature per cembalo sono i suoi lavori più noti, tra i quali spicca maggiormente il brano Partite sopra il ballo di Mantova.

## Fonti manoscritte per clavicembalo
Napoli, Biblioteca del Conservatorio di Musica “S. Pietro a Majella” [I-Nc]
- ms. 33.2.3 (olim Mus. Strum. 2850): cc. 83r-133r, Intavolature per Cembalo / Del Sig.r D. Gaetano Greco / 1762 [«Rafaele Rossi P.ne»]; cc. 134r-225v, Intavolature del Sig.r Gaetano Grieco; contiene anche i Partimenti di Rocco Greco (cc. 1r-82r)
- ms. 33.2.8 (olim 45.1.64), cc. 1v-162v, Intavolature p(er) Cembalo / Del Sig:r / Gaetano Greco
- ms. 33.2.9 (olim 45.1.65), [frontespizio di mano ottocentesca] Partimenti di Greco Gaetano / Greco Gaetano - Miscellanea di Composizioni / strumentali (Danze - Sinfonie - Partite / con Partimenti, Bassi numerati, Cadenze, ecc.)
- ms. Mus. Strum. 74 (olim 22.1.22), ms. datato 1716: cc. 27r-32v, Intavolatura Del Sig.r Gaetano Greco; cc. 34r-40v, Toccata per cembalo Del Sig.r Gaetano Greco; cc. 41r-46v, Toccata per cembalo Del Sig.r Gaetano Greco; cc. 90r-93r, Ballo di Mantua Del Sig.r Gaetano Greco; insieme a composizioni di A. Scarlatti (Toccate varie), Francesco Durante (1 Toccata), Gaetano Veneziano (1 Fuga), Francesco Mancini (2 Toccate), Arcangelo Corelli (1), Salvatore Tori (1), Domenico Galasso (2)
- ms. Mus. Strum. 2851 (olim 46A.1.8), Intavolature per Cembalo / Del Sig:r D: Gaetano Crieco [sic]
- ms. 20.2.14 [olim 16.8.8 (1-2), deinde Rari 1.6.15D, post Rari 1.9.15], cc. 1r-38v, Tuoni Ecclesiastici / con li loro / Versetti [in basso a destra] Originale / Di Gaetano Greco; cc. 39r-49r, Introduttioni per Cembalo, et / Organo / Sopra Varij Tuoni

Bruxelles, Bibliotèque Royale Albert I [B-Br]:
- ms. F 6240, Intavolature per il cembalo / Del Sig.r Gaetano Grieco

London, British Library [GB-Lbm]:
- ms. Add. 14248 cc. 40r-69v,  Intavolature per Cembalo / Del Sig.r Gaetano Grieco

## Repertori
- VIOLETTA RIZZO, Le composizioni di Gaetano Greco (1657ca.-1728). Ipotesi di catalogo tematico, in Fonti musicali in Italia. Studi e ricerche, vol. 5, 1991, Bari, Levante Editori, 1993 («CIDIM/UNESCO - Società Italiana di Musicologia»), pp. 157-212: 174-212

## Edizioni moderne
- JOHN SOUTH SHEDLOCK, Selection of Pieces Composed for the Harpsichord by Gaetano Grieco, London, Novello, 1895: «Moderato», «Moderato-Allegro», «Moderato-Allegro-Allegretto», «Lento-Allegro-Vivace»
- MARIO VITALI, Clavicembalisti italiani, Milano, Ricordi, 1918: «Aria di ballo»
- TERENZIO GARGIULO - GUGLIELMO ROSATI, Clavicembalisti italiani, Napoli, Simeoli, 1938: «Andantino». Facsimile del Ms. A 400 della Biblioteca del Conservatorio di “S. Cecilia” di Roma, a cura di Alexander Silbiger, New York, Garland, 1987
- GAETANO GRECO, 15 Toccate, a cura di Friedrich Lippmann, Lucca, Libreria Musicale Italiana, 2012 («Fondazione Arcadia. Musiche italiane del Settecento», X)